# 공심채볶음
공심채볶음(空心菜--)은 남중국과 동남아시아의 볶음 요리이다.

## 이름
- 라오스: 쿠어 팍봉(라오어: ຂົ້ວຜັກບົ້ງ)
- 말레이시아: 캉쿵 고렝(말레이어: kangkung goreng)
- 미얀마: 가준 이웻 쪼(버마어: ကန်စွန်းရွက်ကြော်)
- 베트남: 라우무옹 싸오(베트남어: rau muống xào)
- 브루나이·싱가포르: 스터프라이드 워터스피니치(영어: stir-fried water spinach),
- 인도네시아: 캉쿵 투미스(인도네시아어: kangkung tumis), 차 캉쿵(인도네시아어: cah kangkung), 오셍 캉쿵(자와어: osèng kangkung)
- 중국·타이완: 차오쿵신차이(중국어: 炒空心菜, 병음: chǎo kōngxīncài), 차우퉁초이(광둥어: 炒通菜, 월병: caau2 tung1 coi3), 차엥차이(민난어 백화자: chhá èng-chhài, 한자: 炒蕹菜)
- 캄보디아: 차 뜨라꼰(크메르어: ឆាត្រកួន)
- 태국: 팟 팍붕(태국어: ผัดผักบุ้ง)
- 필리핀: 기니상 캉콩(타갈로그어: ginisang kangkong), 아도봉 캉콩(타갈로그어: adobong kangkong)

## 같이 보기
- 미 캉쿵